# Balanza de Kibble

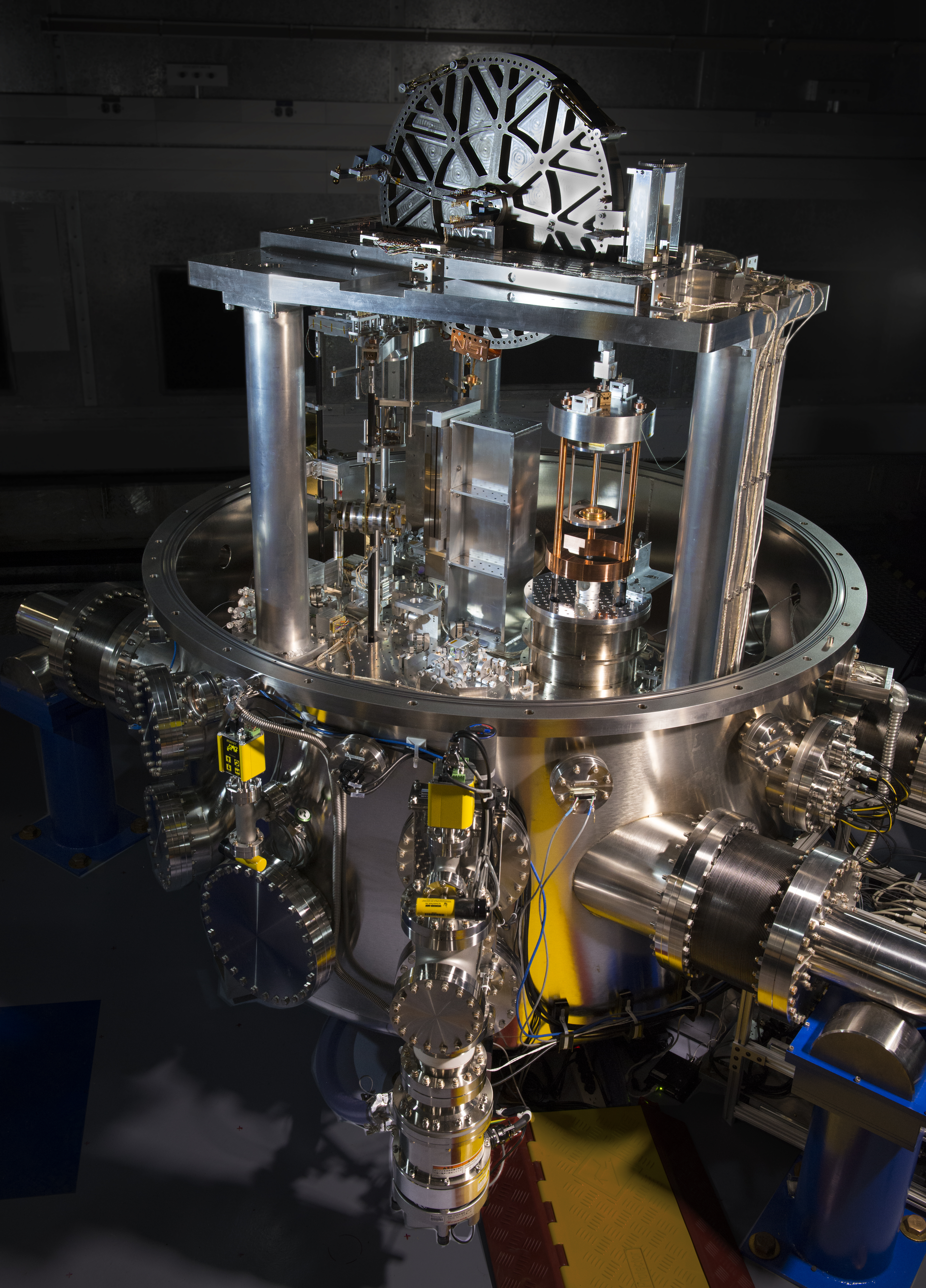
La balanza de Kibble NIST-4, que comenzó a funcionar a principios de 2015 en el Instituto Nacional de Estándares y Tecnología (NIST) en Gaithersburg, MD, que midió la constante de Planck con una precisión de 13 partes por billón en 2017, lo cual fue lo suficientemente preciso para ayudar con la Redefinición del kilogramo realizada en 2019.

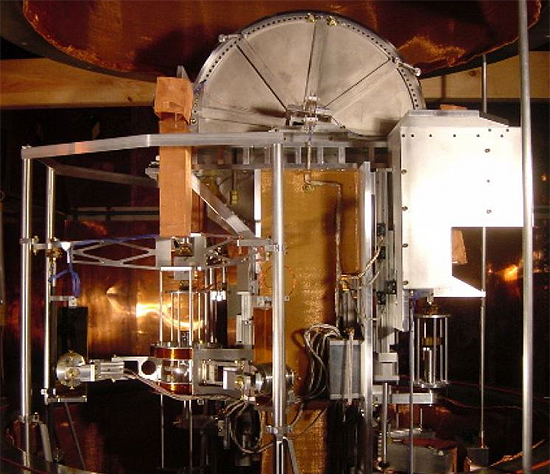
La balanza de Watt del Instituto Nacional de Estándares y Tecnología (NIST). En la parte superior se puede apreciar la cámara de vacío que cubre el aparato.

Una balanza de Kibble (anteriormente balanza de Watt o de vatios) es un instrumento de medición del peso electromecánico que mide el peso de una muestra con mucha precisión mediante la fuerza de una corriente eléctrica y un voltaje. Es un instrumento metrológico que se puede usar para obtener una definición de la unidad de masa del kilogramo que se base en constantes fundamentales, el llamado kilogramo «electrónico» o «eléctrico». El nombre de balanza de vatios provino del hecho de que el peso de la masa de la muestra es proporcional al producto de la corriente y el voltaje, que se mide en unidades de vatios, unidad que recibe su nombre del científico James Watt.  En junio de 2016, dos meses después de la muerte del inventor de la balanza, Bryan Kibble, metrólogo del Comité Consultivo de Unidades (Consultative Committee for Units) del Comité Internacional de Pesos y Medidas acordaron cambiar el nombre del dispositivo en su honor.
Los criterios de precisión fueron acordados en 2013 por la Conferencia General de Pesas y Medidas (General Conference on Weights and Measures, CGPM) para reemplazar la definición actual del kilogramo (que desde 1889 se basa en un objeto físico conocido como el kilogramo tipo internacional) por otra basada en el uso de una balanza de Kibble. Estos criterios se han cumplido desde entonces y luego de una votación final por parte de la CGPM el 16 de noviembre de 2018, la definición del kilogramo y varias otras unidades cambiaron el 20 de mayo de 2019 para coincidir con el Día Mundial de la Metrología.

## Descripción
La balanza de Watt es una versión más precisa de la balanza de Ampere; un temprano instrumento de medida que mide la fuerza ejercida entre dos bobinas de hilo conductor por las que circula una corriente eléctrica, para calcular a partir de esa fuerza la intensidad de dicha corriente. En la balanza de Watt el principio se invierte: se mide la corriente necesaria para soportar un peso, determinando de esta manera la masa de la muestra. Así pues, este sistema definiría el kilogramo en términos de corriente y voltaje. Dado que las unidades que definen corriente eléctrica y voltaje están definidas en función de constantes fundamentales (velocidad de la luz y constante de Planck), la unidad de masa quedaría también definida en función de constantes absolutas. Esto supone una ventaja frente a la definición actual de masa, que depende de un objeto patrón susceptible de ser dañado, y cuyas propiedades no son completamente constantes en el tiempo. 
La balanza fue propuesta en 1975 por el científico B. P. Kibble, del Laboratorio Nacional de Física del Reino Unido (NPL). La principal debilidad del método de Ampere era que el resultado dependía de la precisión con la que fueran medidas las dimensiones de las bobinas. La balanza de Watt posee un paso de calibración extra que elimina el efecto de la geometría de las bobinas, aumentando notablemente la precisión. Este paso de calibración consiste en mover la bobina a través de un campo magnético conocido a una velocidad conocida.
La balanza desarrollada en Inglaterra ha sido enviada al National Research Council of Canada, donde está siendo probada, aunque existen otros experimentos con balanzas de Watt en:
- National Institute of Standards and Technology (NIST) (EE. UU.)
- Oficina federal suiza de metrología (METAS) (Berna, Suiza)
- Oficina Internacional de Pesas y Medidas (BIPM) (Francia)
- Laboratoire national de métrologie et d’essais (LNE) (Francia),[10]

Hasta la fecha, el récord de exactitud lo ostenta la balanza del NIST, con un margen de error de 3.6×10−8, pero los experimentos esperan obtener un error de solo 1×10−8.

## Principio
Un cable conductor de longitud  L que transporta una corriente eléctrica I perpendicular a un campo magnético de fuerza B experimentará una fuerza de Lorentz igual a BLI. En la balanza de Kibble, la corriente se varía para que esta fuerza contrarreste exactamente el peso  w de una masa estándar  m. Este es también el principio que está detrás de la balanza de amperios.  w  es dada por la masa m multiplicada por la aceleración gravitacional local  g. Así:
{\displaystyle w=mg=BLI.}
La balanza de Kibble evita los problemas de medir  B y L con un segundo paso de calibración. El mismo cable (en la práctica, una bobina de cable) se mueve a través del mismo campo magnético a una velocidad conocida v. Por la ley de inducción de Faraday, se genera una diferencia de potencial U a través de los extremos del cable, que es igual a  BLv.  Así:
{\displaystyle U=BLv.}
El producto desconocido BL puede ser eliminado de las ecuaciones para dar:
{\displaystyle UI=mgv.}
con  U, I, g y v medidos con exactitud, esto da un valor preciso para m. Ambos lados de la ecuación tienen las dimensiones de potencia, medidas en vatios en el Sistema Internacional de Unidades. De ahí el nombre original "balanza de vatios".

## Mediciones
Las mediciones precisas de la corriente eléctrica y la diferencia de potencial se realizan en unidades eléctricas convencionales (en lugar de unidades del SI), que se basan en "valores convencionales" fijos de la constante de Josephson y de la constante de von Klitzing, {\displaystyle K_{\text{J-90}}=2e/h} y {\displaystyle R_{\text{K-90}}=h/e^{2}} respectivamente. Los experimentos de la balanza de Kibble actuales son equivalentes a la medición del valor del vatio convencional en unidades SI. De la definición del vatio convencional, esto es equivalente a medir el valor del producto KJ2RK en unidades SI en lugar de sus valores fijos en unidades eléctricas convencionales:
{\displaystyle K_{\text{J}}^{2}R_{\text{K}}=K_{\text{J-90}}^{2}R_{\text{K-90}}{\frac {mgv}{U_{90}I_{90}}}.}
La importancia de tales mediciones es que también son una medición directa de la constante de Planck h:
{\displaystyle h={\frac {4}{K_{\text{J}}^{2}R_{\text{K}}}}.}
El principio del «kilogramo electrónico» sería definir el valor de la constante de Planck de la misma manera que el metro se define por la velocidad de la luz. En este caso, la corriente eléctrica y la diferencia de potencial se medirían en unidades SI, y la balanza de Kibble se convertiría en un instrumento para medir la masa:
{\displaystyle m={\frac {UI}{gv}}.}
Cualquier laboratorio que haya invertido el tiempo y el dinero (muy considerables) en una balanza de Kibble en funcionamiento sería capaz de medir masas con la misma exactitud con la que miden actualmente la constante de Planck.
Además de medir UI, el laboratorio también debe medir  v y g utilizando métodos experimentales que no dependen de la definición de masa. La precisión general de  m depende de las precisiones de las mediciones de U, I, v y g. Dado que ya existen métodos para medir v y g  con una exactitud muy alta, la incertidumbre de la medición de la masa está dominada por la medición de UI, que es el valor medido por la balanza de Kibble.